# Расули, Рза
Рза Расули — политический, общественный деятель и участник движения «21 Азер». Министр торговли и экономики в Азербайджанской Демократической Республики.
После падения Азербайджанской Демократической Республики он подвергся преследованиям и в течение двух лет скрывался в Тебризе. В этот период он начал писать свои мемуары. В 1948 году был арестован. После освобождения проживал в Тегеране.

## Биография
Рза Расули родился в 1892 году в Тебризе. После завершения образования он занимал руководящие должности в Министерстве внутренних дел Ирана. В разное время он работал в Тебризе, Исфахане и Керманшахе. Позднее он был назначен мэром города Марага. В 1942 году он был приглашен в Тебриз и начал работать в муниципалитете Тебриза.
В 1945 году после создания Азербайджанской демократической партии Рза Расули стал членом Центральной ревизионной комиссии партии. 20 ноября 1945 года в театре Эрк в Тебризе начал свою работу Азербайджанский Народный Конгресс. Рза Расули также принимал участие в Конгрессе в качестве делегата. 12 декабря 1945 года было образовано Национальное правительство Азербайджана. В новом правительстве Рза Расули был назначен министром торговли и экономики.
5 декабря 1946 года шахские войска, наступавшие на Мияне, были остановлены федаинами под руководством Гулама Яхьи. Жители различных регионов Азербайджана обращались к Национальному правительству с просьбой о вооружении и борьбе против шахских войск. После этого под руководством Мир Джафар Пишевари был создан Комитет обороны. Первой задачей комитета стало объявление военного положения в Тебризе и создание добровольческих отрядов «Бабек». В первый этап в эти отряды вступило 600 человек. После этого Пишевари вновь обратился к Советскому Союзу за военной поддержкой. Однако этот запрос остался без ответа.
11 декабря 1946 года Азербайджанский провинциальный совет принял решение о том, чтобы предотвратить кровопролитие, и указал Кызылбашской Народной Армии и федаев не оказывать сопротивления войскам шаха и покинуть поле боя. С того дня, банды феодалов, а также жандармы в гражданской одежде начали совершать массовые убийства в крупных городах, еще до того, как туда вошла иранская армия. Эти группы назывались Тегеранским радио «иранскими патриотами». Их основной целью было уничтожение демократов и обеспечение входа шахских войск в города. Тебриз и другие города Азербайджана подверглись грабежам и массовым убийствам. Азербайджанское Демократическая Республика пало. 14 декабря 1946 года поддерживаемая США и Великобританией иранская армия вошла в Тебриз. После этого резня и грабежи продолжались.Тысячи людей были арестованы и сосланы. В ходе массовых убийств были убиты члены АДФ, федаины, а также известные поэты Али Фитрат, Сади Юзбанди и Мухаммедбагир Никнам.
В этот период чтобы избежать преследований, Рза Расули, скрывался в Тебризе в течение двух лет. Во время укрытия он начал писать свои мемуары. 28 ноября 1948 года при поручительстве нескольких знакомых он приехал в Тегеран и сдался военной прокуратуре. После серии судебных разбирательств он был приговорён к пяти годам лишения свободы. В ноябре 1949 года он был амнистирован и освобождён.
Он скончался в 1984 году в Тегеране. Похоронен на кладбище Имамзада Абдулла в городе Рей рядом со своим отцом и сыном.